# 159351 Leonpascal
159351 Leonpascal este un asteroid din centura principală de asteroizi.

## Descriere
159351 Leonpascal este un asteroid din centura principală de asteroizi. A fost descoperit pe 10 martie 2007 la Marly de Peter Kocher. Asteroidul prezintă o orbită caracterizată de o semiaxă mare de 2,55 ua, o excentricitate de 0,13 și o înclinație de 2,9° în raport cu ecliptica.